# Henryk Furmanik

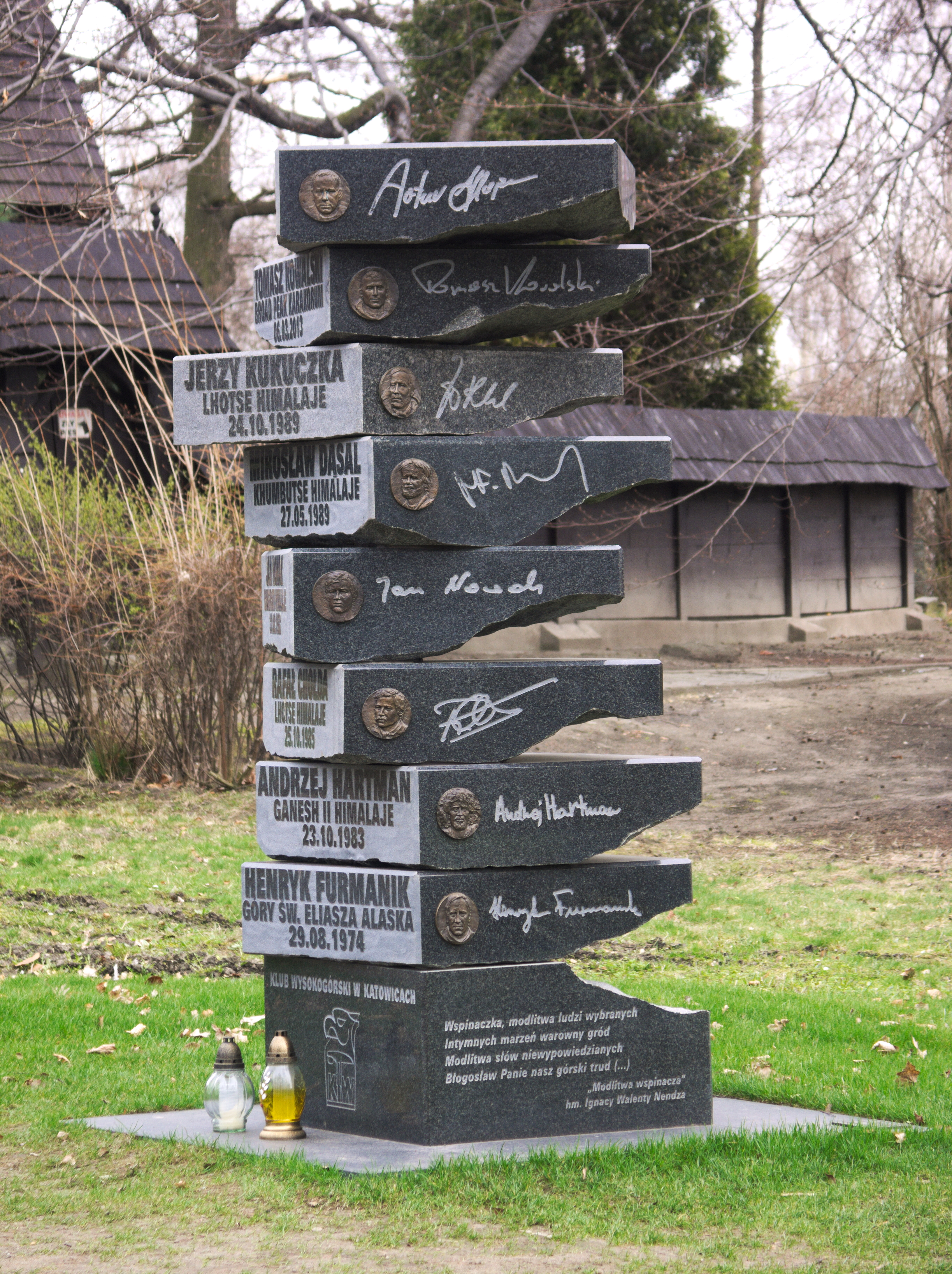
Pomnik Alpinistów w Katowicach

Henryk „Heniolong” Furmanik (ur. 29 września 1937 w Chorzowie, zm. 29 sierpnia 1974 na lodowcu Catedrale) – polski taternik i alpinista, inżynier chemik.

## Życiorys
Henryk Furmanik urodził się w Chorzowie 29 września 1937 roku. Był absolwentem Politechniki Śląskiej w Gliwicach. Był chemikiem, zatrudniony w Hucie Kościuszko w Chorzowie. Należał do Klubu Wysokogórskiego w Katowicach.
W latach 1956–1964 wspinał się w Tatrach, gdzie dokonał m.in. pierwszego powtórzenia „drogi Długosza” na Kazalnicy Mięguszowieckiej (2159 m n.p.m.), pierwszego zimowego przejścia „drogi Tadeusza Orłowskiego” na Galerii Gankowej oraz północnej ściany Wielkiej Jaworowej Turni (2291 m n.p.m.). Wspinał się również w Kaukazie (1961, 1963) oraz w Alpach (1962, 1967, 1969), gdzie został ranny podczas wspinaczki na Piz Badile (3308 m n.p.m.). W 1971 roku kierował polską wyprawą w Andy Peruwiańskie (Cordillera Raura, Cordillera Blanca).
W 1974 roku Henryk Furmanik został kierownikiem polskiej wyprawy w góry Alaski i Kanady, która dokonała wejścia na Denali (McKinley) (6194 m n.p.m.). Podczas wspinaczki w kanadyjskich Górach Świętego Eliasza zginął w lawinie śnieżno-lodowej na lodowcu Catedrale u podnóża Mount Poland. Jego śmierć została upamiętniona dwoma tablicami: na Tatrzańskim Cmentarzu Symbolicznym pod Osterwą (Słowacja) oraz w Andach Peruwiańskich, jego nazwisko zostało umieszczone również na Pomniku Alpinistów w Katowicach, odsłoniętym 28 października 2015 roku.
Pośmiertnie zostały wydane jego wspomnienia pt. W peruwiańskich Kordylierach (1975) oraz W górach Alaski i Kanady (1977).